# Yao Xue
Yao Xue (chinesisch 姚雪, * 17. Januar 1991 in Jingzhou, Provinz Hubei) ist eine chinesische Badmintonspielerin. 

## Karriere
Yao Xue verzeichnete als ersten großen Erfolg ihrer Karriere die Halbfinalteilnahme bei den Vietnam Open 2010, wo sie lediglich als Qualifikantin gestartet war. Auch bei den Indonesia Open des gleichen Jahres musste sie in die Qualifikation, konnte dort aber immerhin bis ins Achtelfinale vordringen. Bei den China Masters 2011 stand sie erneut im Achtelfinale. Bei der China Open Super Series 2011 wurde sie Fünfte.

## Sportliche Erfolge
| Saison | Veranstaltung  | Disziplin   | Platz | Name    |
| ------ | -------------- | ----------- | ----- | ------- |
| 2010   | Vietnam Open   | Dameneinzel | 3     | Yao Xue |
| 2010   | Indonesia Open | Dameneinzel | 9     | Yao Xue |
| 2011   | China Open     | Dameneinzel | 5     | Yao Xue |
| 2011   | China Masters  | Dameneinzel | 9     | Yao Xue |